# Maurice Bressieu
Maurice Bressieu, né vers 1546 à Saint-Jean-de-Chépy (Isère) et mort le 15 juin 1617, est un mathématicien et humaniste français.
Ami de Ronsard et de Jacques-Auguste de Thou, il est professeur au Collège royal, où il est titulaire de la chaire de mathématiques fondée par Pierre de La Ramée, de 1575 à 1586.

## Biographie
Maurice Bressieu est né au château de Saint-Jean-de-Chépy, un petit hameau lié au mandement de Tullins dans la province de Dauphiné en l'an 1546 ou 1547, sans qu'on puisse préciser l'année. Ses parents sont des aristocrates, seigneurs du château. Son père était Pierre Bressieu de l'illustre Famille de Bressieux, et sa mère Claude Paviot.
En 1586, à la mort d' Antoine Muret , il obtient le poste d'orateur du roi de France à Rome. Il devient intendant de la Bibliothèque vaticane et compose plusieurs harangues adressées aux papes Sixte V et Clément VIII. En mars 1609, « le seigneur Bressieu prit congé du pape, vint en Dauphiné, traça les fondements d'une maison au lieu de la paternelle. »